# Monastère Saint-Hilaire de la Celle
Le monastère Saint-Hilaire-de-la-Celle est un monument historique situé à Poitiers rue Sainte-Catherine. Ancienne église et abbaye désaffectée, il est depuis 1959 occupé par le Centre régional de documentation pédagogique (C.R.D.P.).

## Histoire

### Origine du monastère
Le monument tire son nom de la cellule où aurait vécu saint Hilaire de Poitiers avant de devenir évêque de la cité, au IVe siècle. Après sa mort, l'endroit prend une dimension sacrée et une communauté monastique vient s'y installer. Au XIe siècle il est occupé par un prieuré augustin, entièrement reconstruit au XIIIe siècle, et qui devient officiellement une abbaye au XIVe siècle. 

### Restauration du monastère au XVIIe siècle
Durant les siècles suivant, le laisser-aller des moines entraîne une forte dégradation des locaux. Ils sont restaurés en 1652, ainsi que la stricte observance de la règle monastique. Le cloître et un escalier datent de cette époque. 
L'abbaye est supprimée lors de la Révolution française et le bâtiment vendu aux enchères comme bien national. 

### Le carmel (1820-1957)
Mais en 1820 il est racheté par une communauté de Carmélites ayant perdu leur propre couvent. Elles y résident jusqu'en 1957, après quoi le monument devient la propriété de l'État. 

### Le C.R.D.P.

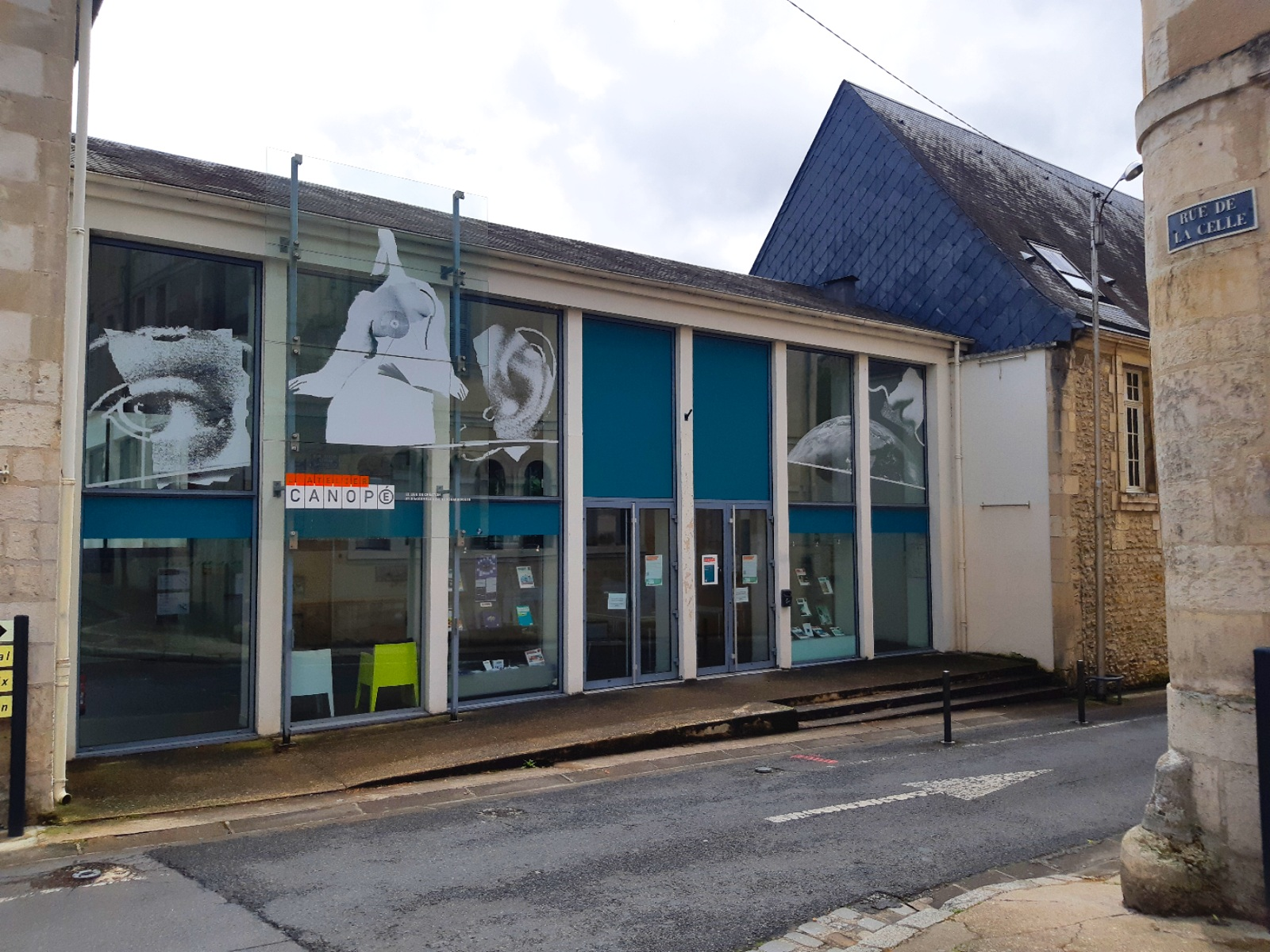
Entrée du Centre régional de documentation pédagogique.

Le monastère désacralisé est depuis occupé par le Centre régional de documentation pédagogique.
Le bâtiment est classé au titre des monuments historiques en 1975. Les restes de l'ancienne église sont protégés, ainsi que les façades, la toiture et l'escalier de pierre.
La chapelle est entièrement rénovée en 2011 et utilisée pour accueillir des expositions et des conférences.